# Emily Robison
Pour les articles homonymes, voir Robison.
Emily Robison, née en 1972 à Pittsfield (Massachusetts), est une actrice et musicienne américaine.

## Biographie
Emily Erwin est née à Pittsfield, dans le Massachusetts. Ses parents Paul Erwin et Barbara Trask ont déménagé dans la banlieue nord de Dallas, au Texas, où elle a grandi avec ses deux sœurs aînées, Julia et Martha. Ses parents étaient tous deux enseignants et, ensemble, les deux sœurs ont appris plusieurs instruments de musique à l'école primaire[pas clair].
Emily a commencé à jouer du violon à l'âge de sept ans, et le banjo à dix ans, après l'apprentissage de tous les instruments à cordes qu'elle pouvait trouver.
En 1989, après des années de participation à des festivals et arts de la rues, Emily rejoint sa sœur Martie, le guitariste Robin Lynn Macy et la contrebasse Laura Lynch. Frost.
En 1993, le groupe a évolué vers une nouvelle direction. Macy a quitté le groupe. Lynch, plongé dans la position de seul chanteur, a été remplacé par les sœurs en 1995 avec la chanteuse et compositrice Natalie Maines.
À partir de là, le succès commercial a suivi, avec leurs albums Wide Open Spaces en 1998 et Fly en 1999. Elles ont obtenu le disque de diamant.
Le 1er mai 1999, Emily a épousé le chanteur de country Charlie Robison.
Les Robisons ont trois enfants : Charles-Auguste, appelé "Gus", né le 11 novembre 2002 et les jumeaux Julianna Tex et Henry Benjamin nés le 14 avril 2005.
Emily et Charlie ont divorcé le 6 août 2008, après neuf ans de mariage.
Elle a eu une fille, Violet Isabel Strayer, née le 4 septembre 2012, avec son compagnon Martin Strayer qu'elle a par la suite épousé.

## Discographie
| Titre                                   | Album                                                                                        | Chart positions | Chart positions | Chart positions | Chart positions | Chart positions | Chart positions | Certifications (sales thresholds)                                  |
| Titre                                   | Album                                                                                        | US Country      | US              | CAN Country     | CAN             | AUS             | UK              | Certifications (sales thresholds)                                  |
| --------------------------------------- | -------------------------------------------------------------------------------------------- | --------------- | --------------- | --------------- | --------------- | --------------- | --------------- | ------------------------------------------------------------------ |
| Thank Heavens for Dale Evans            | - Réalisé : 1er décembre 1990 - Label : Crystal Clear Records - Formats : CD, cassette audio | —               | —               | —               | —               | —               | —               |                                                                    |
| Little Ol' Cowgirl                      | - Réalisé : 1er mai 1992 - Label : Crystal Clear Records - Formats : CD, cassette            | —               | —               | —               | —               | —               | —               |                                                                    |
| Shouldn't a Told You That               | - Réalisé : 2 novembre 1993 - Label : Crystal Clear Records - Formats : CD, cassette         | —               | —               | —               | —               | —               | —               |                                                                    |
| Wide Open Spaces                        | - Réalisé : 27 janvier 1998 - Label : Monument Records - Formats : CD, cassette              | 1               | 4               | 1               | 16              | 35              | 29              | - US: 12×Platinum - UK: Gold - AUS: 2× Platinum - CAN: 4× Platinum |
| Fly                                     | - Réalisé : 27 août 1999 - Label : Monument Records - Formats : CD, cassette                 | 1               | 1               | 1               | 6               | 16              | 38              | - US: 10× Platinum - UK: Silver - AUS: Platinum - CAN: 3× Platinum |
| "—" denotes releases that did not chart |                                                                                              |                 |                 |                 |                 |                 |                 |                                                                    |

| Titre               | Album                                                                                       | Chart positions | Chart positions | Chart positions | Chart positions | Chart positions | Chart positions | Chart positions | Chart positions | Chart positions | Certifications (sales thresholds)                                                  |
| Titre               | Album                                                                                       | US Country      | US              | CAN             | AUS             | FIN             | NOR             | NZ              | SWE             | UK              | Certifications (sales thresholds)                                                  |
| ------------------- | ------------------------------------------------------------------------------------------- | --------------- | --------------- | --------------- | --------------- | --------------- | --------------- | --------------- | --------------- | --------------- | ---------------------------------------------------------------------------------- |
| Home                | - Réalisé : 27 août 2002 - Label : Open Wide/Columbia Records - Formats : CD                | 1               | 1               | 2               | 4               | 30              | 39              | 8               | 37              | 33              | - US: 6× Platinum - UK: Gold - AUS: 3× Platinum - CAN: 3× Platinum                 |
| Taking the Long Way | - Réalisé : 23 mai 2006 - Label : Open Wide/Columbia Records - Formats : CD, téléchargement | 1               | 1               | 1               | 2               | 12              | 6               | 5               | 1               | 10              | - US: 2× Platinum - UK: Gold - AUS: 2× Platinum - CAN: 4× Platinum - IRE: Platinum |